# Rapides du Cheval Blanc
Pour les articles homonymes, voir Cheval blanc.
Les rapides du Cheval Blanc sont des rapides de la rivière des Prairies dans la région administrative de Laval, face à Pierrefonds sur l'île de Montréal,.

## Parc
En 1997, les rapides donnent leur nom à un espace vert prévu le long de la rive de Pierrefonds, appelé à l'origine Promenade des Rapides-du-Cheval-Blanc et rebaptisé Parc des Rapides-du-Cheval-Blanc par la ville de Montréal en 2009.  En 2022, il n'existe aucun accès officiel,. Il est proposé de fusionner cet espace dans le Grand Parc de l'Ouest prévu.

## Toponymie
Deux légendes seraient à l'origine de ce toponyme. Une première raconte qu'un cheval blanc aurait sauté d'un traversier près de l'île Bizard, en amont, avant de ressortir indemne des rapides. La seconde est qu'un cheval ayant transporté des matériaux pour la construction de l'église de la Visitation du Sault-au-Récollet a sauté par-dessus bord d'un bateau au milieu des rapides. Deux autres rapides dans les régions voisines portent également ce nom, suggérant que ce toponyme s'inspire simplement des eaux vives du courant.